# La Fabriquilla
La Fabriquilla es una localidad y pedanía española de la provincia de Almería, en la comunidad autónoma de Andalucía, perteneciente al municipio de Níjar (salvo el frente litoral que pertenece a Almería, zona delimitada por la antigua carretera del Faro), situada dentro del parque natural del Cabo de Gata-Níjar. Esta localidad costera está muy próxima al faro de Cabo de Gata y al arrecife de las Sirenas. El núcleo de población de La Fabriquilla pertenece a los municipios de Almería y Níjar, aunque el Ayuntamiento de Almería se encarga de casi todos sus servicios (agua, limpieza o recogida de basura). El límite es la antigua carretera del faro, coincidente con el antiguo camino de faro que aún hoy día existe lindante a las Salinas y que coincide con la primera calle de la pedanía. Está catastrado desde el siglo XIX y llega hasta el mojón "2T". Toda la playa del paraje denominado la Fabriquilla pertenece al término municipal de Almería.

## Población
En 2021 contaba con 15 habitantes, siendo uno de los núcleos menos poblados de Níjar y del parque natural del Cabo de Gata-Níjar.
| Gráfica de evolución demográfica de La Fabriquilla entre 2000 y 2022 |
|                                                                      |
| Población de derecho (2000-2021) según el padrón municipal del INE   |

## Economía
Destacan el turismo y la pesca artesanal.

## Comunicaciones

### Carretera
Existe una única vía de acceso, la AL-3115, que une Retamar con el faro de Cabo de Gata. 

### Autobús
La línea "Almería-Retamar-Cabo de Gata-La Fabriquilla" del Consorcio de Transporte Metropolitano del Área de Almería presta servicio en la localidad, con una frecuencia de 5 viajes diarios.

## Cultura
En este lugar se encuentra el cerro de la Testa.

## Fiestas
Las fiestas de esta localidad suelen ser el primer fin de semana de agosto.

## Playa de la Fabriquilla
Playa catalogada como Zona B4 en el PORN de 2008.